# Brachyencyrtus pumilio
Brachyencyrtus pumilio är en stekelart som först beskrevs av Hoffer 1970.  Brachyencyrtus pumilio ingår i släktet Brachyencyrtus och familjen sköldlussteklar. Inga underarter finns listade.